# Lysá nad Labem
Lysá nad Labem (in tedesco Lissa an der Elbe) è una città della Repubblica Ceca facente parte del distretto di Nymburk, in Boemia Centrale.